# Solanum apaporanum
Solanum apaporanum là loài thực vật có hoa trong họ Cà. Loài này được R.E. Schult. miêu tả khoa học đầu tiên năm 1949.